# Línea T4 (Canelones)
La línea T4 es una línea urbana de Canelones, une la ciudad Pando con la ciudad de Paso Carrasco. 

## Características
Esta línea cuenta con su variante T4N que realiza un recorrido similar, con la diferencia de que este no circula  por el aeropuerto de Carrasco, realizando desvíos por Rambla Costanera y el Shopping Costa Urbana, así como por la ciudad General Líber Seregni y el barrio Aeroparque. Anterior al año 2020 sus denominaciones eran L4 (rojo y negro), las cuales cambiaron a raíz de la reestructura del STM.

## Recorrido
Circula por: las ciudades de Pando y Barros Blancos, los barrios de Aeroparque, Empalme Nicolich, Santa Teresita, San José de Carrasco, Shangrilá, Parque de Carrasco y Barra de Carrasco, y finalmente Paso Carrasco.
| Ida - Barrera Pando - Iturria - Wilson Ferreira Aldunate - Ruta 8 Brig. J. A. Lavalleja - Ruta 101 - Rbla. Costanera - Braniff - Panam - Ruta 101 - Luis Morquio - José M. Morelli - Ruta Interbalnearia - Cno. Paso Escobar - Av. Aerosur - Av. Alvear - Rbla. Costanera - Paloma - Av. Al Parque - Av. A La Playa - Cno. Carrasco - Juan M. Blanes - San Martín - Pedro Figari - Terminal Paso Carrasco | Vuelta - Terminal Paso Carrasco - Pedro Figari - Cno. Carrasco - Av. A La Playa - Av. Al Parque - Rbla. Costanera - Av. Alvear - Av. Aerosur - Cno. Paso Escobar - Ruta Interbalnearia - Morelli - Morquio - Ruta 101 - Panam - Braniff - Rbla. Costanera - Ruta 101 - Ruta 8 - Francisco Menezes - Iturria - Terminal Pando |

## Destinos intermedios
- Pando
- Paso Carrasco
- Géant